# Fatal hesitation
Fatal hesitation is een single van Chris de Burgh. Het is afkomstig van zijn album Into the light.
Fatal hesitation gaat over twijfel van het zeggen van "ik hou van jou", waardoor zijn beoogde vriendin voor een ander heeft gekozen. De Burgh haalt in het lied Romeo en Julia van William Shakespeare aan. I love the night/The ectasy of flight was afkomstig van zijn vorige album Man on the line en was al eerder A-kant van een single.
Het haalde alleen de Engelse en Ierse hitparades, waarbij het in Ierland de top10 bereikte. Een uitgave van een geremixte versie en een 12” mochten niet baten.